# NGC 7740
NGC 7740 (również PGC 72216) – galaktyka soczewkowata (S0), znajdująca się w gwiazdozbiorze Pegaza. Odkrył ją Guillaume Bigourdan 27 października 1886 roku. Baza SIMBAD błędnie podaje, że NGC 7740 to galaktyka PGC 72200.